# Station Hegyeshalom
Station Hegyeshalom is het grensstation in de spoorverbinding tussen Wenen en Boedapest die op 24 december 1885 werd geopend.